# Todireşti (Suceava)
Todireşti é uma comuna romena localizada no distrito de Suceava, na região de Bucovina. A comuna possui uma área de 59.83 km² e sua população era de 5881 habitantes segundo o censo de 2007.